# Principado de Pereaslávia
Principado de Pereaslávia (em ucraniano:  Переяславське князівство; em russo:  Переяславское княжество) foi um principado da Rússia de Quieve do fim do século IX até 1323 ou 1362, baseado na cidade de Pereaslávia no rio Trubizh.